# 列昂季耶夫島
列昂季耶夫島是俄羅斯的島嶼，位於東西伯利亞海，距離科雷馬河口約125公里，毗鄰雷索夫島，屬於熊島群島的一部分，由薩哈共和國負責管轄，長13公里、寬1至7公里。